# 巴格鲁
巴格鲁（Bagru），是印度拉贾斯坦邦Jaipur县的一个城镇。总人口22089（2001年）。

## 人口
该地2001年总人口22089人，其中男性11571人，女性10518人；0—6岁人口3954人，其中男2064人，女1890人；识字率52.48%，其中男性为65.98%，女性为37.63%。